# Водзиновский, Винсент
Винсент Водзиновский (пол. Wincenty Wodzinowski; 1866 с. Иголомя (ныне гмина Иголомя-Вавженьчице Малопольское воеводство Польши) — 1940 , Краков) — польский живописец и график.

## Биография
Учиться искусству живописи начал в 1880—1881 годах в Варшавском классе рисования под руководством В. Герсона. Затем в 1881—1889 годах обучался в Краковской школе изящных искусств у профессоров Владислава Лущкевича, Леопольда Лëфлера и Яна Матейко.
В 1889—1892 годах стажировался в Мюнхенской академии художеств под руководством А. Вагнера.
В 1896 году В. Водзиновский поселился недалеко от Кракова и стал работать профессором живописи на Краковских высших женских курсах при местном промышленно-техническом музее.
Был дружен с известным польским коллекционером и меценатом И. Корвин-Милевским. В 1892—1907 работал главным образом по его заказам.
В рядах польских легионов участвовал в Первой мировой войне.

## Творчество
В ранний период своего творчества писал пейзажи и портреты, позже создавал реалистические, религиозные и символические композиции, писал картины местных типов людей и сельские жанровые сцены из жизни селян, живущих недалеко от Кракова.

## Галерея
- Отдых жнецов. 1893
- Весна. 1902
- Старая мелодия. 1889